# Bulin
Bulin [pronunciación en polaco: /ˈbulin/] (en alemán: Bullendorf) es un pueblo ubicado en el distrito administrativo de Gmina Kożuchów, dentro del Distrito de Nowa Sól, Voivodato de Lubusz, en Polonia occidental. Se encuentra aproximadamente a 5 kilómetros al oeste de Kożuchów, a 15 kilómetros al suroeste de Nowa Sól, y a 23 kilómetros al sur de Zielona Góra.
El pueblo tiene una población de 31 habitantes.